# Triglycéride à chaîne moyenne

Triglycéride à chaîne moyenne

Un triglycéride à chaîne moyenne est un triglycéride dans lequel les trois groupements hydroxyle du glycérol sont estérifiés par des acides gras à chaîne moyenne (6 à 12 atomes de carbone). Il est présent dans l'huile de noix de coco, l'huile de palmiste et le beurre.
Les triglycérides à chaîne moyenne ne nécessitant pas de lipase pancréatique ni de bile pour être digérés, des huiles qui en sont très riches, souvent dérivées de l'huile de coco ou de palme, sont utilisées pour les personnes souffrant de problèmes de malabsorption tels que l'insuffisance pancréatique exocrine.
Dans le domaine des cosmétiques on les désignes souvent par huile MCT, on parle en fait des triglycéride à chaîne moyenne de l'huile de coco qui sont l'acide caprique et l'acide caprylique. Elles sont recommandés pour les personnes souffrant de dermite séborrhéique car plusieurs études montrent des propriétés anti-fongiques, les utilisateurs du Reddit SebDerm sont nombreux a le plébisciter.  

## Application

### Restriction calorique
Des recherches menées en 2020 dans Critical Reviews in Food Science and Nutrition ont confirmé que les MCT réduisent la consommation d'énergie ultérieure par rapport aux triglycérides à longue chaîne (LCT). Malgré cela, ils ne semblent pas influencer l'appétit, c'est pourquoi les auteurs ont déclaré que des recherches supplémentaires sont nécessaires pour comprendre le mécanisme par lequel cela se produit.

### Signification diététique
Certaines études ont montré que les MCT peuvent aider dans le processus de combustion des calories en excès, et donc dans la perte de poids,. Les MCT sont également considérés comme favorisant l'oxydation des graisses et réduisant la consommation alimentaire. Les MCT peuvent augmenter le taux de métabolisme, entraînant ainsi une combustion plus efficace des calories et des graisses. 
Les MCT ont été recommandés par certains athlètes d'endurance et bodybuilders,. Plusieurs recherches soutiennent l'utilisation de l'huile MCT comme complément à la perte de poids, mais ces affirmations ne sont pas incontestées, car un nombre à peu près égal d'études ont montré des résultats non concluants.

### Signification pharmaceutique
Les MCT peuvent être utilisés dans des solutions, des suspensions liquides et des systèmes de délivrance de médicaments à base de lipides pour les émulsions, les systèmes de délivrance de médicaments auto-émulsifiants, les crèmes, pommades, gels et mousses, ainsi que les suppositoires. Les MCT conviennent également comme solvant et lubrifiant huileux liquide dans les capsules molles. Les marques de MCT de qualité pharmaceutique incluent Kollisolv MCT 70.

### Signification médicale
Les MCT diffusent passivement du tractus gastro-intestinal dans le système porte hépatique (les acides gras plus longs sont absorbés dans le système lymphatique) sans avoir besoin de modification, comme le nécessitent les acides gras à longue chaîne ou très longue chaîne. De plus, les MCT n'ont pas besoin de sels biliaires pour être absorbés. Les patients souffrant de malnutrition, de malabsorption ou de certains troubles du métabolisme des acides gras sont traités avec des MCT, car ils ne nécessitent pas d'énergie pour être absorbés, utilisés ou stockés.
Les triglycérides à chaîne moyenne sont généralement considérés comme une bonne source d'énergie biologiquement inerte que l'organisme humain considère comme relativement facile à métaboliser.